# Лазорко Володимир Михайлович
Володи́мир Миха́йлович Лазо́рко (* 1909 — † 1990, Ванкувер) — український ентомолог, який спеціалізувався на вивченні жуків. Дійсний член НТШ.

## Біографія
Син українського кооперативного та громадського діяча Михайла Лазорка.
Жив і працював у Львові. У 1935 році закінчив медичний факультет Львівського університету за спеціальністю психіатрія. Працював лікарем.
Ще під час навчання захопився ентомологією. Працював в Українському природознавчому музеї при НТШ; згодом — у відділі ентомології АН УРСР у Львові. З 1933 року член Польського ентомологічного товариства у Львові.
Під час Другої світової війни працював санітарним лікарем. Наприкінці війни переїхав до Інсбруку (Австрія), викладав зоологію у місцевій гімназії.
У 1948 емігрував до Канади, де проживав у Ванкувері, працював лікарем до виходу на пенсію у 1975 році.
Помер 1990 року в Ванкувері (Канада).

## Наукова діяльність
Формально В. М. Лазорко був ентомологом-аматором, але зібрані і оброблені ним матеріали, а також його публікації (див.нижче) зроблені на справжньому професійному рівні.
Він досліджував колеоптерофауну на Лисій Горі поблизу Львова, гірський масив Ґорґани (Українські Карпати), а також Поділля, Австрії та Швеції. Колекцію В. М. Лазорко передано до Інституту зоології імені І. І. Шмальгаузена НАН України, де вона і зберігається.
В еміграції за колеоптерологічними зборами, проведеними 1939 року поблизу села Осмолода (Івано-Франківська область), описав ендемічний вид турунів Лейст український (Leistus ucrainicus Lazorko, 1954) та ендемічний підвид турунів Турун Фабра український (Carabus fabricii ucrainicus Lazorko, 1951).
Нагороджений премією Criddle Award Ентомологічного товариства Канади (1987) за вагомий внесок в ентомологію Британської Колумбії.

## Наукові праці
Lazorko, V. 1938. Coleoptera of «Lysa Hora» in Zolochiv District // Proc. of Shevchenko Sci. Soc., Lviv, 7 (3): 11. (in Ukrainian & angl.)
Lazorko, V. Contribution to knowledge of Coleoptera of Ukraine. Proc. of Shevchenko Sci. Soc.,
Lviv, 1938, 7: 33–44. (in Ukrainian & angl.)
Lazorko W. 1951. Eine neue, bicher unbeachtete und schlecht Gedeutete Rasse des Carabus Fabricii Panz. (Col. Carabidae) // Ent. ASrb. Mus. Frey, München, 2: 183—196.
Lazorko V. Materjaly do sistematyky i favny zhukiv Ukrajiny [Materials for the systematics and fauna of beetles of the Ukraine]. — Vancouver: The Shevchenko Scientific Society, 1963. — 123 pp.
Lazorko W. Phytodecta arctica Mann. (Coleoptera: Chrysomelidae) incorrectly determined from Garibaldi Park, B.C. // Journal of the Entomological Society of British Columbia, 1973, 70: 16.
Lazorko W. 1974: Zwei neue Stenalia-Arten aus der Ukraine (Coleoptera, Mordellidae) // Reichenbachia 15 (17): 109—115.
Lazorko, W. Earrhypara hortulata L. (ariicala L.) on the Pacific coast (Lepidoptera: Pyralidae) // Journal of the Entomological Society of British Columbia, 1977, 74: 31.
Lazorko W. Zwei neue Cephennium-Arten (Coleoptera: Scydmaenidae) mit einer Übersicht der ukrainischen Arten der Tribus Cepheniini. 48 pp. Entomologische Arbeiten aus dem Museum G. Frey? 1962, 13(2): 273—320.
Lazorko, W. Descriptions of three new Chalcoides Foudr. from Canada, with a key to the known Nearctic species (Chrysomelidae: Halticinae). Entomologische Blätter für Biologie und Systematik der Käfer, 1974, 70 (3), 146—154.
Lazorko, W. 1977. Pterostichus strenuus Panz., a newly-discovered Palearctic species in the Vancouver area (Coleoptera: Carabidae) // Journal of the Entomological Society of British Columbia , 1977, 74: 41.